# 輿水泰弘
輿水 泰弘（こしみず やすひろ、1960年2月1日 - ）は、日本の脚本家。埼玉県出身。大阪芸術大学芸術学部文芸学科卒業。BS日本番組審議会委員。

## 概要
- フリーのコピーライターを経て、1993年に『La cuisine』で脚本家デビュー。
- 代表作は『相棒』シリーズ、『菊次郎とさき』シリーズ。
- 作品の常連に、明石家さんま、生瀬勝久などがいる。
- 2015年、第23回橋田賞を受賞[2]。

## 作品

### 映画
- 252 生存者あり（2008年）- 脚本協力
- 旭山動物園物語 ペンギンが空をとぶ（2009年）
- 相棒 -劇場版II- 警視庁占拠! 特命係の一番長い夜（2010年） - 戸田山雅司と共同執筆
- 名探偵コナン 沈黙の15分（2011年） - クライマックスのアイデア提供[3]
- 相棒 -劇場版III- 巨大密室! 特命係 絶海の孤島へ（2014年）

### テレビドラマ
- La cuisine（1993年、フジテレビ）
- ザ・ワイドショー（1994年、日本テレビ）
- 遠山金志郎美容室（1994年、日本テレビ）
- 恋も2度目なら（1995年、日本テレビ）
- 奇跡のロマンス（1996年、日本テレビ）
- 小児病棟・命の季節（1996年、テレビ朝日）
- 恋のバカンス（1997年、日本テレビ）
- お熱いのがお好き?（1998年、日本テレビ）
- 踊る大予告編 第一部（1998年、フジテレビ）
- 甘い生活。（1999年、日本テレビ）
- 相棒（2000年 - 、テレビ朝日） - メインライター
  - pre season（2000年 - 2001年）
  - season1（2002年）- 第1話、第2話、第5話、第8話、第11話、最終話
  - season2（2003年 - 2004年）- 第1話、第2話、第10話、第11話、第13話、第18話、最終話
  - season3（2004年 - 2005年）- 第1話、第2話、第3話、第4話、第5話、第9話、最終話・第18話（脚本協力）
  - season4（2005年 - 2006年）- 第1話、第11話（元日スペシャル）、最終話
  - season5（2006年 - 2007年）- 第1話、第13話
  - season6（2007年 - 2008年）- 第17話
  - 特別編（2008年）
  - season7（2008年 - 2009年）- 第1話、第2話、第8話、第9話、最終話
  - season8（2009年、2010年）- 第1話
  - season9（2010年 - 2011年）- 最終話（戸田山雅司と共同執筆）
  - season10（2011年 - 2012年）- 第1話、最終話
  - season11（2012年 - 2013年）- 第1話、第9話、第10話
  - season12（2013年 - 2014年）- 第1話、第9話、最終話
  - season13（2014年 - 2015年）- 第1話、第15話、第16話、最終話
  - season14（2015年 - 2016年）- 第1話、第7話、第15話、最終話
  - season15（2016年 - 2017年）- 第1話、最終話
  - season16（2017年 - 2018年）- 第1話、第2話、第13話、第14話、最終話
  - season17（2018年 - 2019年）- 第1話、第2話
  - season18（2019年 - 2020年）- 第1話、第2話、最終話
  - season19（2020年 - 2021年）- 第1話、第2話、第10話、第13話、第19話、最終話
  - season20（2021年 - 2022年）- 第1話、第2話、第3話、第19話、最終話
  - season21（2022年 - 2023年）- 第1話、第2話、第11話（元日スペシャル）、第20話、最終話
  - season22（2023年 - 2024年）- 第9話、第10話（元日スペシャル）、第19話、最終話
- OLヴィジュアル系 第1シリーズ（2000年、テレビ朝日）
- オヤジ探偵シリーズ（2001年 - 2002年、テレビ朝日）
- 料理少年Kタロー（2001年、NHK）
- 名古屋仏壇物語（2002年、NHK）
- 菊次郎とさき（2003年 - 2007年、テレビ朝日）

### 配信ドラマ
- 相棒 配信オリジナル（2020年-、TELASA）[4][5] - 「杉下右京はここにいる」、「冠城亘はここにいる」、「とりしらべ」

### テレビアニメ
- ゴルゴ13（2008年、テレビ東京）

### 舞台
- Wブッキング（2003年）
- 小鹿物語（2005年）
- 宝塚歌劇団 花組公演「相棒」（2009年 - 2010年） - 原案を担当（脚本は石田昌也）。自身が脚本を担当したドラマの舞台版。
- 菊次郎とさき（2012年、2015年） - 自身が脚本を担当したドラマの舞台版。
- 斑鳩の王子 -戯史 聖徳太子伝-（2024年）